# Al-Masʿūdī

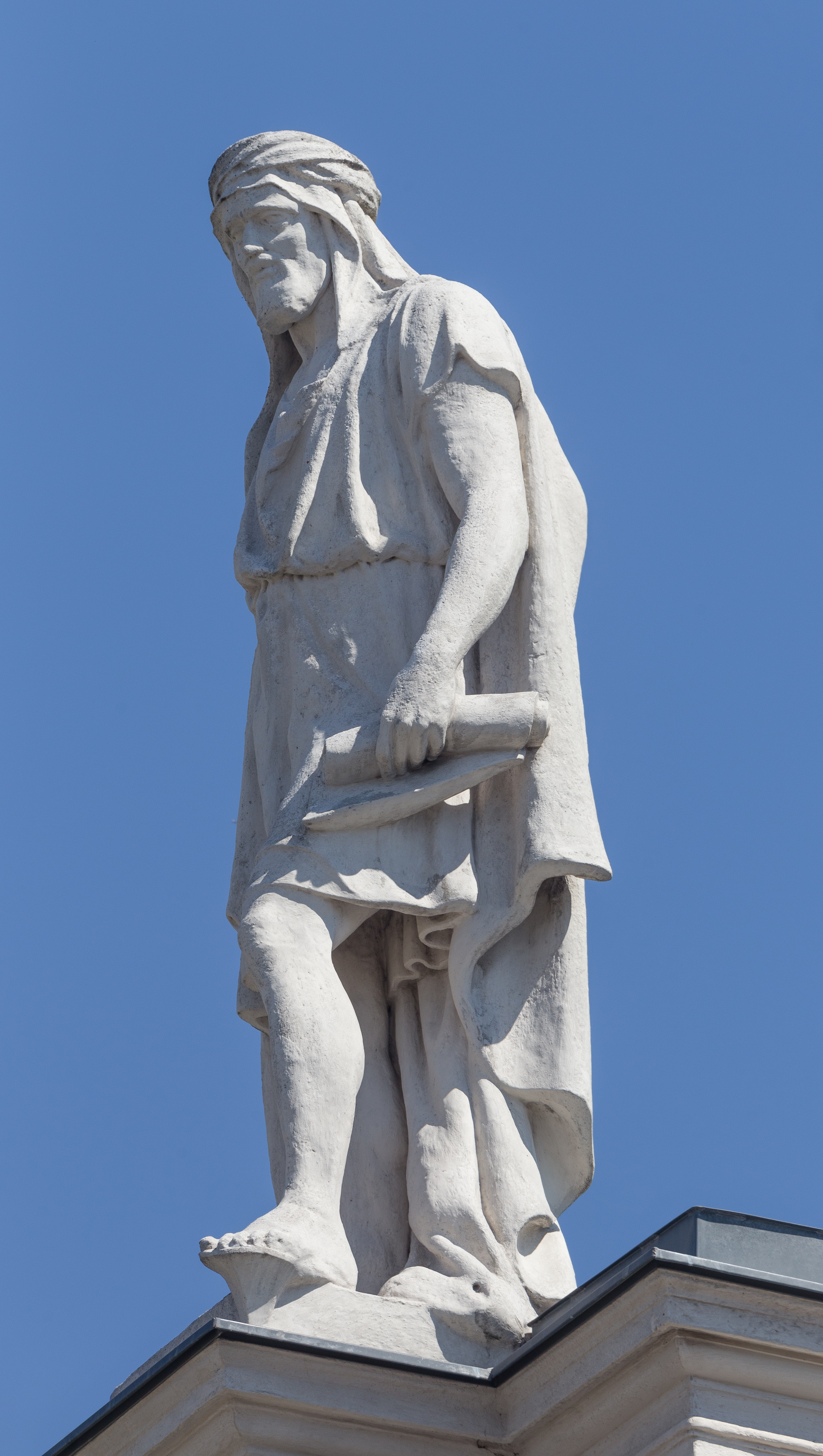
Attikafigur al-Masudis von Emmerich Alexius Swoboda im Naturhistorischen Museum Wien

Abu al-Hasan Ali ibn al-Husain al-Masʿūdī (arabisch أبو الحسن علي بن الحسين المسعودي, DMG Abu ’l-Ḥasan ʿAlī b. al-Ḥusain al-Masʿūdī, kurz auch Masʿudi; * um 895 in Bagdad; † September 956 in Fustat) war ein bedeutender arabischer Philosoph, Geograph und Historiker.

## Leben
Al-Masʿūdī entstammte einer angesehenen Familie aus Kufa, die ihre Stammlinie auf ʿAbdallāh ibn Masʿūd, einen Gefährten des Propheten Mohammed, zurückführte. Bereits in jungen Jahren unternahm er ausgedehnte Reisen in viele Teile Asiens, nach Armenien, Georgien, in den Kaukasus, nach Arabien, in westliche Teile Indiens, eventuell bis China und Sri Lanka, sowie mehrfach nach Ostafrika. Nachdem er vorübergehend in Antiochia und Damaskus gelebt hatte, siedelte er schließlich nach Fustat (Alt-Kairo) über und begann dort mit der Niederschrift seiner Erlebnisse. Als Geograph und Reisender ist sein Werk Die Goldwiesen und Edelsteingruben bis heute viel beachtete Quelle über asiatische, afrikanische und osteuropäische Länder und ihre Gesellschaften im 10. Jahrhundert.
Masʿūdī steht ganz in der literarischen Tradition al-Dschahiz’ und verkörpert wie dieser den Typ des Adīb, eines gebildeten, belesenen Mannes mit höfischen Umgangsformen, der zugleich ein guter Gesellschafter ist. Darüber hinaus drückt er häufig auch seine Bewunderung für die Geschichtswerke von at-Tabarī und ad-Dīnawarī aus.
Wie man an seinem Namen erkennen kann, war er vermutlich ein Anhänger der Schia. Außerdem zeigt er in seinen Werken große Sympathien für die 12er-Schia. Er war aber gleichermaßen von den Ansichten der Muʿtazila geprägt, die im 10. Jh. sehr großen Einfluss hatte.

## Werke
Al-Masʿūdī verfasste vermutlich 36 literarische Werke. Dies lässt sich aus den zwei einzigen erhaltenen Büchern rekonstruieren. 
- Kitāb at-Tanbīh wa-’l-ischrāf
- Murūdsch adh-dhahab wa-maʿādin al-dschauhar (مروج الذهب ومعادن الجوهر / ‚Die Goldwiesen und Edelsteinminen‘), entstanden 943 bis 946/47. Es beginnt mit der  Erschaffung der Welt und endet mit der Regierungszeit des Kalifen al-Muti. Al-Masʿūdī widmet sich darin verschiedensten Themen der Geographie, Religion, Philosophie, Geschichte und Politik. Er berichtete auch über slawische Stämme in Mittel- und Osteuropa. Seine detaillierten Angaben über das Leben in den einzelnen Ländern zu jener Zeit sind heute eine wertvolle Informationsquelle, so berichtete er als erster von Windmühlen. Die aktuelle wissenschaftliche Edition erschien 1979 durch Charles Pellat in Beirut.

## Textausgaben
Deutsch
- Gernot Rotter (Hrsg.): Bis zu den Grenzen der Erde. Auszüge aus dem „Buch der Goldwäschen“. Tübingen/Basel 1978, ISBN 3-7711-0291-X. (Bibliothek arabischer Klassiker, Bd. 3)
- Gernot Rotter (Übers., Bearb.): Al-Mas'ûdî, Bis zu den Grenzen der Erde. Goldmann Verlag, München 1988, ISBN 3-442-08775-9.

Französisch
- Mas'ūdī: Les Prairies d’Or. Texte et traduction par Barbier de Meynard et Pavet de Courteille. 9 vols. Paris 1861–1877.
- Charles Pellat (Hrsg.): Masʿūdī: Les Prairies dʾOr. Publications de l’Université Libanaise, Beirut 1979.